# Championnat du monde du 500 mètres contre-la-montre
L'épreuve du 500 mètres est une épreuve de cyclisme sur piste proposée aux féminines et incorporée aux championnats du monde depuis 1995. L'épreuve comporte un « départ arrêté » et la distance est à parcourir le plus vite possible.
Félicia Ballanger et Natallia Tsylinskaya détiennent le record du nombre de victoires (5). L'épreuve du 500 mètres disparaîtra en 2025 au profit du kilomètre féminin.

## Palmarès
| Édition | Or                             | Argent                   | Bronze                     |
| ------- | ------------------------------ | ------------------------ | -------------------------- |
| 1995    | Félicia Ballanger (FRA)        | Galina Enukhina (RUS)    | Michelle Ferris (AUS)      |
| 1996    | Félicia Ballanger (FRA)        | Annett Neumann (GER)     | Michelle Ferris (AUS)      |
| 1997    | Félicia Ballanger (FRA)        | Michelle Ferris (AUS)    | Magali Faure-Humbert (FRA) |
| 1998    | Félicia Ballanger (FRA)        | Tanya Dubnicoff (CAN)    | Michelle Ferris (AUS)      |
| 1999    | Félicia Ballanger (FRA)        | Cuihua Jiang (CHN)       | Ulrike Weichelt (GER)      |
| 2000    | Natallia Markovnichenko (BLR)  | Cuihua Jiang (CHN)       | Wang Yan (CHN)             |
| 2001    | Nancy Contreras (MEX)          | Lori-Ann Muenzer (CAN)   | Katrin Meinke (GER)        |
| 2002    | Natallia Tsylinskaya (BLR)     | Nancy Contreras (MEX)    | Kerrie Meares (AUS)        |
| 2003    | Natallia Tsylinskaya (BLR)     | Nancy Contreras (MEX)    | Cuihua Jiang (CHN)         |
| 2004    | Anna Meares (AUS)              | Yonghua Jiang (CHN)      | Simona Krupeckaitė (LTU)   |
| 2005    | Natallia Tsylinskaya (BLR)     | Anna Meares (AUS)        | Yvonne Hijgenaar (NED)     |
| 2006    | Natallia Tsylinskaya (BLR)     | Anna Meares (AUS)        | Lisandra Guerra (CUB)      |
| 2007    | Anna Meares (AUS)              | Lisandra Guerra (CUB)    | Natallia Tsylinskaya (BLR) |
| 2008    | Lisandra Guerra (CUB)          | Simona Krupeckaitė (LTU) | Sandie Clair (FRA)         |
| 2009    | Simona Krupeckaitė (LTU)       | Anna Meares (AUS)        | Victoria Pendleton (GBR)   |
| 2010    | Anna Meares (AUS)              | Simona Krupeckaitė (LTU) | Olga Panarina (BLR)        |
| 2011    | Olga Panarina (BLR)            | Sandie Clair (FRA)       | Miriam Welte (GER)         |
| 2012    | Anna Meares (AUS)              | Miriam Welte (GER)       | Jessica Varnish (GBR)      |
| 2013    | Lee Wai-sze (HKG)              | Miriam Welte (GER)       | Rebecca James (GBR)        |
| 2014    | Miriam Welte (GER)             | Anna Meares (AUS)        | Anastasiia Voinova (RUS)   |
| 2015    | Anastasiia Voinova (RUS)       | Anna Meares (AUS)        | Miriam Welte (GER)         |
| 2016    | Anastasiia Voinova (RUS)       | Lee Wai-sze (HKG)        | Elis Ligtlee (NED)         |
| 2017    | Daria Shmeleva (RUS)           | Miriam Welte (GER)       | Anastasiia Voinova (RUS)   |
| 2018    | Miriam Welte (GER)             | Daria Shmeleva (RUS)     | Elis Ligtlee (NED)         |
| 2019    | Daria Shmeleva (RUS)           | Olena Starikova (UKR)    | Kaarle McCulloch (AUS)     |
| 2020    | Lea Sophie Friedrich (GER)     | Jessica Salazar (MEX)    | Miriam Vece (ITA)          |
| 2021    | Lea Sophie Friedrich (GER)     | Anastasiia Voinova (RUS) | Daria Shmeleva (RUS)       |
| 2022    | Taky Marie-Divine Kouamé (FRA) | Emma Hinze (GER)         | Guo Yufang (CHN)           |
| 2023    | Emma Hinze (GER)               | Kristina Clonan (AUS)    | Lea Sophie Friedrich (GER) |
| 2024    | Yana Burlakova (AIN)           | Sophie Capewell (GBR)    | Katy Marchant (GBR)        |

## Bilan
| Rang | Cycliste             | Pays        | Médaille d'or, Coupe du Monde | Médaille d'argent, Coupe du Monde | Médaille de bronze, Coupe du Monde | Total |
| ---- | -------------------- | ----------- | ----------------------------- | --------------------------------- | ---------------------------------- | ----- |
| 1    | Natallia Tsylinskaya | Biélorussie | 5                             | 0                                 | 1                                  | 6     |
| 2    | Félicia Ballanger    | France      | 5                             | 0                                 | 0                                  | 5     |
| 3    | Anna Meares          | Australie   | 4                             | 5                                 | 0                                  | 9     |
| 4    | Miriam Welte         | Allemagne   | 2                             | 3                                 | 2                                  | 7     |
| 5    | Anastasiia Voinova   | Russie      | 2                             | 1                                 | 2                                  | 5     |
| 6    | Daria Shmeleva       | Russie      | 2                             | 1                                 | 1                                  | 4     |
| 7    | Lea Sophie Friedrich | Allemagne   | 2                             | 0                                 | 1                                  | 3     |
| 8    | Simona Krupeckaitė   | Lituanie    | 1                             | 2                                 | 1                                  | 4     |
| 9    | Nancy Contreras      | Mexique     | 1                             | 2                                 | 0                                  | 3     |
| 10   | Lisandra Guerra      | Cuba        | 1                             | 1                                 | 1                                  | 3     |

| Rang  | Pays                         | Médaille d'or, Coupe du Monde | Médaille d'argent, Coupe du Monde | Médaille de bronze, Coupe du Monde | Total |
| ----- | ---------------------------- | ----------------------------- | --------------------------------- | ---------------------------------- | ----- |
| 1     | France                       | 6                             | 1                                 | 2                                  | 9     |
| 2     | Biélorussie                  | 6                             | 0                                 | 2                                  | 8     |
| 3     | Allemagne                    | 5                             | 5                                 | 5                                  | 15    |
| 4     | Australie                    | 4                             | 6                                 | 5                                  | 15    |
| 5     | Russie                       | 4                             | 3                                 | 3                                  | 10    |
| 6     | Mexique                      | 1                             | 3                                 | 0                                  | 4     |
| 7     | Lituanie                     | 1                             | 2                                 | 1                                  | 4     |
| 8     | Cuba                         | 1                             | 1                                 | 1                                  | 3     |
| 9     | Hong Kong                    | 1                             | 1                                 | 0                                  | 2     |
| 10    | Athlètes individuels neutres | 1                             | 0                                 | 0                                  | 1     |
| 11    | Chine                        | 0                             | 3                                 | 3                                  | 6     |
| 12    | Canada                       | 0                             | 2                                 | 0                                  | 2     |
| 13    | Grande-Bretagne              | 0                             | 1                                 | 4                                  | 5     |
| 14    | Ukraine                      | 0                             | 1                                 | 0                                  | 1     |
| 15    | Pays-Bas                     | 0                             | 0                                 | 3                                  | 2     |
| 16    | Australie                    | 0                             | 0                                 | 1                                  | 1     |
| 16    | Italie                       | 0                             | 0                                 | 1                                  | 1     |
| Total | Total                        | 30                            | 30                                | 30                                 | 90    |